# Paule Posener-Kriéger
Paule Violette Posener-Kriéger (18 de abril de 1925 - 11 de mayo de 1996) fue una egiptóloga francesa que fue directora del Institut français d'archéologie orientale de 1981 a 1989.
Mientras estuvo en Abusir, excavó el complejo piramidal de Neferefra, donde descubrió los Papiros de Abusir, un importante conjunto de documentos que datan de la Quinta Dinastía de Egipto que tradujo, un trabajo pionero por el que es más conocida. Mientras estuvo en Abusir, también desenterró varias estatuas del faraón Neferefra, entre los mejores ejemplos de estatuas reales de la Quinta Dinastía.
En 1960 se casó con otro egiptólogo francés, Georges Posener, quien murió en 1988. Ella le sobrevivió ocho años y murió en 1996. Su obituario fue escrito por Jean Yoyotte.